# Tomas Lekūnas
Tomas Lekūnas (Biržai, 6 aprile 1993) è un cestista lituano.

## Palmarès
- Lega Baltica: 1

Pieno žvaigždės: 2017-18